# Real Murcia Imperial Club de Fútbol
Il Real Murcia Imperial Club de Fútbol è la squadra riserve del Real Murcia e spesso viene chiamato Real Murcia B. Attualmente milita nella Segunda División B. Secondo il regolamento della Liga spagnola, la squadra, essendo associato al Real Murcia, non potrà mai giocare nella stessa serie, ma in una serie inferiore e non può giocare nella Copa del Rey. Sempre secondo il regolamento, la sua rosa può essere formata da soli giocatori con meno di 23 anni, oppure con meno di 25 anni, ma con un contratto professionistico con la prima squadra.

## Nomi del club
- Imperial de Murcia Club de Fútbol - (1924–1993)
- Real Murcia Club de Fútbol B - (1993–2008)
- Real Murcia Imperial Club de Fútbol - (2008–)

## Tornei nazionali
- 1ª División: 0 stagioni
- 2ª División: 1 stagioni
- 2ª División B: 2 stagioni
- 3ª División: 57 stagioni

## Stagioni
| Stagione | Categoria | Posizione |  |
| -------- | --------- | --------- |  |
| 1929/30  | 3ª        | 6°        |  |
| 1931/32  | 3ª        | 4°        |  |
| 1933/34  | 3ª        | 4°        |  |
| 1934/35  | 3ª        | 3°        |  |
| 1935/36  | 3ª        | 10°       |  |
| 1939/40  | 2ª        | 8°        |  |
| 1943/44  | 3ª        | 9°        |  |
| 1944/45  | 3ª        | 4°        |  |
| 1945/46  | 3ª        | 5°        |  |
| 1946/47  | 3ª        | 4°        |  |
| 1947/48  | 3ª        | 6°        |  |
| 1948/49  | 3ª        | 4°        |  |
| 1949/50  | 3ª        | 2°        |  |
| 1950/51  | 3ª        | 5°        |  |
| 1951/52  | 3ª        | 7°        |  |
| 1954/55  | 3ª        | 7°        |  |

| Stagione | Categoria | Posizione |  |
| -------- | --------- | --------- |  |
| 1955/56  | 3ª        | 8°        |  |
| 1956/57  | 3ª        | 3°        |  |
| 1957/58  | 3ª        | 3°        |  |
| 1958/59  | 3ª        | 9°        |  |
| 1959/60  | 3ª        | 3°        |  |
| 1960/61  | 3ª        | 3°        |  |
| 1961/62  | 3ª        | 2°        |  |
| 1962/63  | 3ª        | 7°        |  |
| 1963/64  | 3ª        | 5°        |  |
| 1964/65  | 3ª        | 3°        |  |
| 1965/66  | 3ª        | 6°        |  |
| 1966/67  | 3ª        | 11°       |  |
| 1967/68  | 3ª        | 8°        |  |
| 1968/69  | 3ª        | 13°       |  |
| 1969/70  | 3ª        | 7°        |  |
| 1970/71  | 3ª        | 18°       |  |

| Stagione | Categoria | Posizione |  |
| -------- | --------- | --------- |  |
| 1980/81  | 3ª        | 4°        |  |
| 1981/82  | 3ª        | 16°       |  |
| 1982/83  | 3ª        | 3°        |  |
| 1983/84  | 3ª        | 10°       |  |
| 1984/85  | 3ª        | 4°        |  |
| 1985/86  | 3ª        | 7°        |  |
| 1986/87  | 3ª        | 12°       |  |
| 1987/88  | 3ª        | 9°        |  |
| 1988/89  | 3ª        | 9°        |  |
| 1989/90  | 3ª        | 4°        |  |
| 1990/91  | 3ª        | 2°        |  |
| 1991/92  | 3ª        | 3°        |  |
| 1992/93  | 3ª        | 15°       |  |
| 1993/94  | 3ª        | 5°        |  |
| 1994/95  | 3ª        | 17°       |  |

| Stagione | Categoria | Posizione |  |
| -------- | --------- | --------- |  |
| 1995/96  | Regionali | 7°        |  |
| 1996/97  | 3ª        | 9°        |  |
| 1997/98  | 3ª        | 9°        |  |
| 1998/99  | 3ª        | 11°       |  |
| 1999/00  | 3ª        | 9°        |  |
| 2000/01  | 3ª        | 10°       |  |
| 2001/02  | 3ª        | 9°        |  |
| 2002/03  | 3ª        | 6°        |  |
| 2003/04  | 3ª        | 7°        |  |
| 2004/05  | 3ª        | 6°        |  |
| 2005/06  | 3ª        | 6°        |  |
| 2006/07  | 3ª        | 1°        |  |
| 2007/08  | 3ª        | 3°        |  |
| 2008/09  | 2ªB       | 5°        |  |
| 2009/10  | 2ªB       | —         |  |

## Rosa 2010-2011
| N. |                   | Ruolo | Calciatore     |
| -- | ----------------- | ----- | -------------- |
|    | Spagna (bandiera) | P     | Fernando       |
|    | Spagna (bandiera) | P     | Valero         |
|    | Spagna (bandiera) | D     | Antonio Abenza |
|    | Spagna (bandiera) | D     | Arroyo         |
|    | Spagna (bandiera) | D     | Cristóbal      |
|    | Spagna (bandiera) | D     | Raúl Albentosa |
|    | Spagna (bandiera) | D     | Rafa Ribera    |
|    | Spagna (bandiera) | D     | Rosendo        |
|    | Spagna (bandiera) | D     | Samu           |
|    | Spagna (bandiera) | D     | Santi          |
|    | Spagna (bandiera) | C     | Crespo         |
|    | Spagna (bandiera) | C     | Cristian       |
|    | Spagna (bandiera) | C     | David Vidal    |

| N. |                      | Ruolo | Calciatore     |
| -- | -------------------- | ----- | -------------- |
|    | Spagna (bandiera)    | C     | Héctor         |
|    | Spagna (bandiera)    | C     | Sergi          |
|    | Spagna (bandiera)    | C     | Fran Minaya    |
|    | Spagna (bandiera)    | C     | José Francisco |
|    | Spagna (bandiera)    | C     | Juanfran       |
|    | Uruguay (bandiera)   | C     | Nicolás Varela |
|    | Spagna (bandiera)    | C     | Omar           |
|    | Venezuela (bandiera) | C     | Rafael Acosta  |
|    | Spagna (bandiera)    | A     | Lionel López   |
|    | Spagna (bandiera)    | A     | Mario          |
|    | Spagna (bandiera)    | A     | Nico           |
|    | Spagna (bandiera)    | A     | Samuel         |